# Bury, West Sussex
Bury är en ort och en civil parish i Storbritannien.   Den ligger i grevskapet West Sussex och riksdelen England, i den södra delen av landet, 70 km söder om huvudstaden London. Bury ligger 17 meter över havet och antalet invånare är 691.
Terrängen runt Bury är huvudsakligen platt, men österut är den kuperad. Runt Bury är det tätbefolkat, med 636 invånare per kvadratkilometer. Närmaste större samhälle är Worthing, 16,6 km sydost om Bury. Trakten runt Bury består i huvudsak av gräsmarker.